# Grom (jezioro)
Grom – jezioro w woj. warmińsko-mazurskim, w powiecie szczycieńskim, w gminie Pasym, leżące na terenie Pojezierza Olsztyńskiego i częściowo Pojezierza Mrągowskiego (wschodni skrawek jeziora).

## Opis
Jezioro wydłużone z północy na południe z dużą okrągławą zatoką w części południowo-zachodniej. Z zatoki w części południowo-wschodniej wypływa Kanał Jęcznik, która poniżej Leleszek łączy się z Saską, która płynie następnie na południe. W południowej części są trzy wyspy w części o łącznej powierzchni ponad 3 ha. Brzegi są płaskie, tylko w części północnej zachodni brzeg wysoki i stromy. Od północy i wschodu jezioro otacza las, a z innych stron łąki i pola. Okolica jest górzysta i pagórkowata. Najbliższa duża wieś to Grom, położona jest ok. 1200 m na południe.
Na południu biegnie droga krajowa nr 53 między Szczytnem a Olsztynem. Od szosy, od wsi Grom biegnie na północ droga gruntowa wzdłuż zachodnich brzegów jeziora, a od Jęcznika wzdłuż wschodnich.
Niedaleko znajduje się Rezerwat Sołtysek.
Jezioro jest hydrologicznie otwarte: wpływają do niego potoki, m.in. Dźwierzutka, wypływa Kanał Jęcznik, która łączy się z Saską wypływającą z jeziora Sasek Wielki. Wędkarsko jezioro zaliczane jest do typu sielawowego.

## Dane morfometryczne
Powierzchnia zwierciadła wody według różnych źródeł wynosi od 204,0 ha do 240,0 ha.
Zwierciadło wody położone jest na wysokości 137,4 m n.p.m. lub 137,7 m n.p.m. Średnia głębokość jeziora wynosi 5,8 m, natomiast głębokość maksymalna 15,6 m lub 15,8 m.
Długość linii brzegowej wynosi 10,2 km
W oparciu o badania przeprowadzone w 1997 roku wody jeziora zaliczono do II klasy czystości.

## Hydronimia
Według urzędowego spisu opracowanego przez Komisję Nazw Miejscowości i Obiektów Fizjograficznych (KNMiOF) nazwa tego jeziora to Grom. W różnych publikacjach i na większości mapa topograficznych jezioro to występuje pod nazwą Gromskie.